# Dromaeolus obscurus
Dromaeolus obscurus är en skalbaggsart som beskrevs av Sharp 1908. Dromaeolus obscurus ingår i släktet Dromaeolus och familjen halvknäppare. Inga underarter finns listade i Catalogue of Life.